# Syam Ben Youssef
Pour les articles homonymes, voir Youssef.
Syam Ben Youssef, né le 31 mars 1989 à Marseille, est un footballeur international tunisien. Il évolue au poste de défenseur central.

## Biographie
Passé par l'Union sportive des traminots marseillais et le centre de formation du Sporting Club de Bastia, Ben Youssef fait pourtant ses débuts professionnels dans le championnat de Tunisie le 12 septembre 2009, face au Club sportif sfaxien (4-0) au stade du 7-Novembre, et y marque son premier but. Le 14 décembre, il reçoit sa première convocation en sélection nationale.
Après avoir tenté sa chance en 2012 en Angleterre, à Leyton Orient, il signe au FC Astra Giurgiu en Roumanie, où il reste trois saisons, remporte la coupe de Roumanie en 2014 et découvre les compétitions européennes. En 2015, il dispute avec sa sélection la coupe d'Afrique des nations.
Le 29 juin 2015, libre de tout contrat avec le club roumain, il s'engage pour trois saisons au Stade Malherbe Caen. Il joue son premier match en championnat de France le 22 août face à l'OGC Nice. Il inscrit son premier but lors de la cinquième journée, face à l'ESTAC.
Le 17 novembre 2015, il inscrit son premier but avec la sélection tunisienne lors du match retour du deuxième tour des éliminatoires de la coupe du monde 2018 contre la Mauritanie.
Le 5 juillet 2017, il se met d'accord avec le Stade Malherbe Caen pour résilier son contrat et rejoint le club turc de Kasımpaşa SK pour trois saisons.
Le 25 janvier 2020, il est transféré à Denizlispor jusqu'à la fin de la saison. En novembre, il retrouve le championnat de Roumanie en signant un contrat d'un an avec l'un des plus prestigieux clubs du pays, le CFR Cluj.
Libre depuis la fin de son contrat avec le club roumain, il s'engage le 14 février 2022 avec le club de Beroe Stara Zagora (L1 bulgare) avec qui il signe un contrat de six mois.
Le 1er juillet 2023, libre de tout contrat, il effectue son retour au Stade Malherbe Caen où il a déjà évolué entre 2015 et 2017. Il y signe un contrat d'une saison.

## Palmarès
- Champion de Tunisie en 2010 et en 2011
- Vainqueur du championnat de Roumanie en 2021
- Vainqueur de la coupe de Roumanie en 2014
- Vainqueur de la Supercoupe de Roumanie en 2014 et en 2021
- Finaliste de la Ligue des champions de la CAF en 2010